# Banna (Philippines)
Pour les articles homonymes, voir Banna.
Banna est une municipalité de la province d’Ilocos Norte, dans le nord des Philippines. En 2005, elle est peuplée de 19 438 habitants avec une densité de 210 habitants par km2.
Elle a été créée en 1913 et est divisée en 20 Barangay.